# کارلوویتسه (ناحیه برونتال)
کارلوویتسه (به چکی: Karlovice) یک منطقهٔ مسکونی در جمهوری چک است که در شهرستان برونتال واقع شده‌است.